# Principessa delle Asturie

Stemma di Maria Antonia di Borbone-Due Sicilie, principessa delle Asturie.

Per un elenco di principesse suo jure, vedere Principe delle Asturie.
Questa è un elenco delle donne che hanno detenuto il titolo principessa delle Asturie (spagnolo Princesa de Asturias, asturiano Princesa d'Asturies) per matrimonio.
Il titolo fu creato nel 1388 per il futuro Enrico III di Castiglia e Caterina di Lancaster. Una parte del patto ("Accordo di Bayonne") era di concedere alla giovane coppia il titolo di principe e principessa delle Asturie, che fu modellato su quello di principe di Galles nel Regno d'Inghilterra. Il titolo doveva appartenere al successore ufficiale del trono castigliano. Quindi il primo detentore del principato era il giovane Enrico di Castiglia e la prima donna a ricoprire il titolo per matrimonio fu sua moglie, Caterina di Lancaster.

## Principessa delle Asturie
| Immagine | Nome                                 | Padre                                                   | Nascita           | Matrimonio        | Diventò Principessa | Cessò di essere Principessa                    | Morte            | Consorte             |
| -------- | ------------------------------------ | ------------------------------------------------------- | ----------------- | ----------------- | ------------------- | ---------------------------------------------- | ---------------- | -------------------- |
|          | Caterina di Lancaster                | Giovanni Plantageneto, I duca di Lancaster (Lancaster)  | 31 marzo 1373     | 17 settembre 1388 | 17 settembre 1388   | 25 dicembre 1406 diventò Regina                | 2 giugno 1418    | Principe Enrico      |
|          | Bianca II di Navarra                 | Giovanni II d'Aragona (Trastámara)                      | 4 giugno 1424     | 16 ottobre 1440   | 16 ottobre 1440     | 27 luglio 1453 divorzio                        | 2 dicembre 1464  | Principe Enrico      |
|          | Margherita d'Austria                 | Massimiliano I, Sacro Romano Imperatore (Asburgo)       | 10 gennaio 1480   | 3 aprile 1497     | 3 aprile 1497       | 4 ottobre 1497 morte del marito                | 1º dicembre 1530 | Principe Giovanni    |
|          | Maria Emanuela di Portogallo         | Giovanni III di Portogallo (Aviz)                       | 15 ottobre 1527   | 15 novembre 1543  | 15 novembre 1543    | 12 agosto 1545                                 | 12 agosto 1545   | Principe Filippo     |
|          | Maria I d'Inghilterra                | Enrico VIII d'Inghilterra (Tudor)                       | 18 febbraio 1516  | 25 luglio 1554    | 25 luglio 1554      | 16 gennaio 1556 diventò Regina                 | 17 novembre 1558 | Principe Filippo     |
|          | Elisabetta di Francia                | Enrico IV di Francia (Borbone)                          | 22 novembre 1602  | 25 novembre 1615  | 25 novembre 1615    | 31 marzo 1621 diventò Regina                   | 6 ottobre 1644   | Principe Filippo     |
|          | Luisa Elisabetta d'Orléans           | Filippo II, Duca d'Orléans (Orléans)                    | 11 dicembre 1709  | 20 gennaio 1722   | 20 gennaio 1722     | 14 gennaio 1724 diventò Regina                 | 16 giugno 1742   | Principe Luigi       |
|          | Maria Barbara di Portogallo          | Giovanni V di Portogallo (Braganza)                     | 4 dicembre 1711   | 20 gennaio 1729   | 20 gennaio 1729     | 9 luglio 1746 diventò Regina                   | 27 agosto 1758   | Principe Ferdinando  |
|          | Maria Luisa di Parma                 | Filippo I, Duca di Parma (Borbone di Parma)             | 9 dicembre 1751   | 4 settembre 1765  | 4 settembre 1765    | 14 dicembre 1788 diventò Regina                | 2 gennaio 1819   | Principe Carlo       |
|          | Maria Antonia di Borbone-Due Sicilie | Ferdinando IV, re di Napoli (Borbone delle Due Sicilie) | 14 dicembre 1784  | 4 ottobre 1802    | 4 ottobre 1802      | 21 maggio 1806                                 | 21 maggio 1806   | Principe Ferdinando  |
|          | Maria Mercedes delle Due Sicilie     | Carlo Tancredi di Borbone (Borbone-Due Sicilie)         | 23 dicembre 1910  | 12 ottobre 1935   | 12 ottobre 1935     | 15 gennaio 1941 diventò Contessa di Barcellona | 1º aprile 1993   | Principe Giovanni    |
|          | Sofia di Grecia                      | Paolo di Grecia (Glücksburg)                            | 2 novembre 1938   | 14 maggio 1962    | 14 maggio 1962      | 22 novembre 1975 diventò Regina                | -                | Principe Juan Carlos |
|          | Letizia Ortiz Rocasolano             | Jesús José Ortiz Álvarez                                | 15 settembre 1972 | 22 maggio 2004    | 22 maggio 2004      | 18 giugno 2014 diventa Regina                  | -                | Principe Felipe      |